# ليفوميبرومازين
ليفوميبرومازين المعروف أيضا باسم ميثوتريمبرازين، هو دواء مضادات الذهان الفينوثيازين. وتشمل الأسماء التجارية Nozinan و Levoprome و Detenler و Hirnamin و Levotomin و Neurocil. إنه مضاد للذهان منخفض الفعالية (حوالي نصف قوة كلوربرومازين) مع خصائص مسكنة قوية ومنومة ومضادة للقيء تستخدم بشكل أساسي في العناية الملطفة. 
الآثار الجانبية الخطيرة تشمل خلل الحركة المتأخر، وتململ، والشذوذ في الدورة الكهربائية للقلب، وانخفاض ضغط الدم ومتلازمة مضادات الذهان الخبيثة. 
كما هو الحال في مضادات الذهان الفينوثيازين، فإن ليفومبرومازين هو " عقار قذر "، أي أنه يمارس آثاره عن طريق منع مجموعة متنوعة من المستقبلات، بما في ذلك مستقبلات الأدرينالية ومستقبلات الدوبامين ومستقبلات الهستامين ومستقبلات الأسيتيل كولين ومستقبلات السيروتونين . 

## الاستخدامات الطبية
يمكن استخدامه كمسكن للألم المعتدل إلى الشديد في المرض دون الإسعافات الأولية (بسبب آثاره المهدئة القوية). 
يستخدم الليفوميبرومازين أيضًا لمعالجة حالات الغثيان والأرق. 
كثيرا ما يوصف ليفومبرومازين ويقيم في جميع أنحاء العالم في الطب الرعاية الملطفة لعمله المتعدد الوسائط، لعلاج الغثيان أو القيء المستعصية، والهذيان الشديد. عادةً ما يصفه أطباء الرعاية التلطيفية عن طريق الفم أو عن طريق سائقي الحقن تحت الجلد بالاشتراك مع المسكنات الأفيونية مثل الهيدرومورفون. 
يستخدم ليفومبرومازين لعلاج الذهان، خاصةً مرض انفصام الشخصية، ومراحل الهوس من الاضطراب ثنائي القطب. يجب استخدامه بحذر فقط في علاج الاكتئاب المهيج، حيث يمكن أن يسبب تململ كآثار جانبية، مما قد يؤدي إلى تفاقم الهياج. 

## التأثيرات الضارة
الآثار الجانبية الأكثر شيوعا هي تململ. ليفومبرومازين له آثار مهدئة ومضادة للكولين/حال الودي (جفاف الفم، انخفاض ضغط الدم، عدم انتظام دقات القلب الجيبي، تعرق ليلي) وقد يسبب زيادة الوزن.  هذه الآثار الجانبية تمنع عادةً وصف الدواء بجرعات ضرورية لشفاء الفصام الكامل، لذلك يجب أن يقترن بمضادات الذهان الأكثر فاعلية.  على أي حال، يجب مراقبة ضغط الدم وتخطيط كهربائية القلب بانتظام. 
أحد الآثار الجانبية النادرة والمهددة للحياة هي متلازمة مضادات الذهان الخبيثة (NMS).  تشمل أعراض NMS تصلب العضلات والتشنجات والحمى. 